# Šituf ve-achva
Šituf ve-achva (hebrejsky: שיתוף ואחווה, arabsky: مشاركة وأخوة, doslova Spolupráce a bratrství) je bývalá izraelská politická strana izraelských Arabů a drúzů.

## Okolnosti vzniku a ideologie strany
Strana byla založena před volbami roku 1959 jako nová politická formace izraelských Arabů spřízněná s dominantní židovskou levicovou stranou Mapaj. Ve volbách získala 1,1 % hlasů a dvě křesla, které obsadili Labíb Husajn Abú Rokan a Júsef Dijáb. Pro svou blízkost k vládní straně Mapaj se Šituf ve-achva po volbách stala součástí vládní koalice. Ve volbách roku 1961 zvýšila svůj podíl voličských hlasů na 1,9 %, čímž předehnala jinou arabskou stranu Kidma ve-pituach, a stala se tak nejsilnější politickou stranou arabské menšiny v Izraeli. Obdržela ale znovu jen dvě poslanecká křesla, která zaujali Džabar Muadí (dřívější poslanec za stranu Demokratická kandidátka izraelských Arabů) a Di'ab Obejd. Ve volbách roku 1965 strana obdržela jen 1,3 % hlasů, ale udržela si dvě křesla v Knesetu. Opětovně byla začleněna do vládní koalice. Dne 5. června 1966 se sloučila se stranou Kidma ve-pituach a utvořila novou politickou formaci nazvanou Šituf ve-pituach (Spolupráce a rozvoj). Tato strana se ale k 1. lednu 1967 rozpadla a obě zakládající strany se znovu osamostatnily. Od Šituf ve-achva se ale odštěpil její poslanec Džabar Muadí, jenž založil stranu ha-Si'a ha-druzit ha-jisra'elit zaměřenou na drúzskou populaci.
Ve volbách roku 1969 strana Šituf ve-achva znovu kandidovala a získala nyní 1,4 % hlasů a zase dva mandáty. Poslanci se stali Elias Nachla a opětovně Di'ab Obejd. Strana znovu vstoupila do vládní koalice. Ve volbách roku 1973 neuspěla, protože získala jen 0,6 % hlasů a neobdržela zastoupení v Knesetu. Krátce poté přestala strana vyvíjet aktivitu.